# Quận Marion, Alabama
Quận Marion là một quận thuộc tiểu bang Alabama, Hoa Kỳ.
Quận này được đặt tên theo. Theo điều tra dân số của Cục điều tra dân số Hoa Kỳ năm 2000, quận có dân số 31.214 người. Quận lỵ đóng ở Hamilton.

## Địa lý
Theo Cục điều tra dân số Hoa Kỳ, quận có diện tích 1926 km2, trong đó có 6 km2 là diện tích mặt nước.

### Các xa lộ chính
- Interstate 22 (future)
- U.S. Highway 43
- U.S. Highway 78
- U.S. Highway 278
- State Route 13
- State Route 17
- State Route 19
- State Route 44
- State Route 74
- State Route 129

### Quận giáp ranh
- Quận Franklin (bắc)
- Quận Winston (đông)
- Quận Walker (đông nam)
- Quận Fayette (nam)
- Quận Lamar và Quận Monroe, Mississippi (tây nam)
- Quận Itawamba, Mississippi (tây)

## Thông tin nhân khẩu
Theo điều tra dân số [1] năm 2000, đã có 31.214 người, 12.697 hộ gia đình, và 9.040 gia đình sống trong quận hạt. Mật độ dân số là 42 người trên một dặm vuông (16/km ²). Có 14.416 đơn vị nhà ở với mật độ trung bình là 19 trên một dặm vuông (8/km ²). Cơ cấung chủng tộc của quận đã được 94,76% người da trắng, 3,3% da đen hay Mỹ gốc Phi, 0,29% người Mỹ bản xứ, 0,20% châu Á, Thái Bình Dương 0,03%, 0,39% từ các chủng tộc khác, và 0,70% từ hai hoặc nhiều chủng tộc. 1,15% dân số là người Hispanic hay Latino thuộc một chủng tộc nào.
Có 12.697 hộ, trong đó 30,40% có trẻ em dưới 18 tuổi sống chung với họ, 58,40% là đôi vợ chồng sống với nhau, 9,50% có một chủ hộ nữ và không có chồng, và 28,80% là các gia đình không. 26,50% hộ gia đình đã được tạo ra từ các cá nhân và 12,70% có người sống một mình 65 tuổi hoặc lớn tuổi hơn là người. Cỡ hộ trung bình là 2,39 và cỡ gia đình trung bình là 2,87.
Trong quận dân số được trải ra với 22,50% dưới độ tuổi 18, 8,20% 18-24, 28,20% 25-44, 25,20% từ 45 đến 64, và 15,80% từ 65 tuổi trở lên người. Độ tuổi trung bình là 39 năm. Đối với mỗi 100 nữ có 98,00 nam giới. Đối với mỗi 100 nữ 18 tuổi trở lên, đã có 95,20 nam giới.
Thu nhập trung bình cho một hộ gia đình trong quận đã được $ 27.475, và thu nhập trung bình cho một gia đình là $ 34.359. Phái nam có thu nhập trung bình $ 26.913 so với 19.022 $ cho phái nữ. Thu nhập bình quân đầu là 15.321 $. Giới 12,00% gia đình và 15,60% dân số sống dưới mức nghèo khổ, bao gồm 18,80% những người dưới 18 tuổi và 20,00% của những người 65 tuổi hoặc hơn. 